# Nadzhigo
Nadzhigo (del ruso: Наджиго) es un aul shapsug del distrito de Lázarevskoye de la unidad municipal de la ciudad de Sochi del krai de Krasnodar, en el sur de Rusia. Está situado a orillas del río Makopse, unos 8 kilómetros tierra adentro desde la costa nordeste del mar Negro, al pie de la cordillera Pseshetj 63 km al noroeste de Sochi y 112 km al sureste de Krasnodar, la capital del krai. Tenía 141 habitantes en 2010.
Pertenece al ókrug rural Lygotjski.

## Historia
Según los datos de 1904 en el otsiólok Nadzhigo y el seló Bolshoye Pseushko vivían 79 habitantes. En 1905 había 18 hogares circasianos según un mapa. En 1917 es registrada como parte del ókrug de Tuapsé de la gubernia de Chernomore. En los registros del 26 de enero de 1923 aparece como parte del ókrug Veliaminovski del raión de Tuapsé del óblast de Kubán-Mar Negro. En septiembre de 1925 pasó a formar parte del raión nacional shapsug del ókrug del Mar Negro del krai del Cáucaso Norte. Desde el 26 de diciembre de 1962 al 12 de enero de 1965 forma parte del raión de Tuapsé. Desde entonces es parte del distrito de Lázarevskoye. Desde 1998 está en el municipio Lygotjski.

## Lugares de interés
La localidad está rodeada de montes boscosos que hacen de ella un agradable destino turístico. Cabe destacar el monumento a los defensores del Cáucaso.

## Transporte
Río abajo, en la desembocadura en la costa del mar Negro en el mikroraión Makopse, se halla una plataforma ferroviaria (Druzhba) de la línea Tuapsé-Sujumi de la red del ferrocarril del Cáucaso Norte y la carretera federal M27 Dzhubga-frontera abjasa.
El autobús nº161 conecta la localidad con Lázarevskoye.